# Nowe Piekuty
Nowe Piekuty is een dorp in het Poolse woiwodschap Podlachië, in het district Wysokomazowiecki. De plaats maakt deel uit van de gemeente Nowe Piekuty en telt 2100 inwoners.